# 자주통일충북동지회
자주통일충북동지회(自主統一忠北同志會)는 충청북도 청주시에 있던 종북성향의 단체로, 2021년 그 구성원들이 국가보안법 위반 혐의로 구속되었다. 이들은 조선민주주의인민공화국의 지령과 공작금을 받으며 미국 록히드 마틴의 스텔스기 F-35A 도입 반대 운동을 하고 조선민주주의인민공화국에 보고를 한 혐의를 받고 있다.